# 缘颌鹦嘴鱼
缘颌鹦嘴鱼（学名：Scarus prasiognathos）为鲈形目鹦嘴鱼科鹦嘴鱼属的鱼类。该物种主要分布于西太平洋、台湾等。该物种的模式产地在新爱尔兰岛。